# Gentianella campestris
La genzianella campestre (Gentianella campestris (L.) Börner, 1812) è una pianta erbacea, angiosperma, dicotiledone appartenente alla famiglia delle Genzianacee.

## Descrizione
È una pianta erbacea, annuale o talora biennale, con fusto eretto, striato, semplice o ramificato alto sino a 30 cm.
Le foglie sono di forma oblanceolata-spatolata.
I fiori gamopetali e gamosepali, sono di colore dal bianco all'azzurro-violetto. I petali sono 4, ciliati alla base; i sepali anch'essi 4 sono differenti nella dimensione (di norma 2 larghi e 2 stretti).

## Distribuzione e habitat
La specie ha un areale europeo. In Italia è presente lungo l'arco alpino e sugli Appennini settentrionale e centrale, sino all'Abruzzo.
Colonizza terreni acidi o neutri in pascoli e alpeggi, da 1000 m fino a 2700 m di quota.

## Protezione
Questa specie, in Piemonte, è protetta nella provincia di Alessandria.